# Franz Ulpian Wirth
Franz Ulpian Wirth (* 6. Juli 1826 in Bayreuth; † 16. Mai 1897 in Frankfurt am Main) war ein deutscher Politiker und Friedensaktivist.

## Leben
Wirth war ein Sohn des Journalisten, Politikers und Mitorganisators des Hambacher Festes Johann Georg August Wirth und seiner Frau Regina Wirth. Während der Zeit der politischen Verfolgung seines Vaters lebte er ab 1833 mit seiner Mutter und zwei Geschwistern in Weißenburg im Elsass. Nach dem Besuch der Schulen in Hof, Homburg in der Pfalz, Nancy und Konstanz studierte Wirth Volkswirtschaft an der Universität Heidelberg und den Technischen Hochschulen in München und Hannover. Während seines Studiums wurde er 1846 Mitglied der Alten Heidelberger Burschenschaft Franconia; 1886 wurde er Ehrenmitglied der Burschenschaft Frankonia Heidelberg. Nachdem er seine Ingenieurprüfung abgelegt hatte, wurde er Eisenbahningenieur im bayerischen Staatsdienst und ging in den 1850er Jahren an das bayerische Telegrafenamt in Frankfurt am Main.
Mit seinem Bruder Max Wirth importierte er die technisch modernsten Maschinen, vor allem solche für die Landwirtschaft. Mit ihm gründete er 1856 in Frankfurt am Main das Wochenblatt Der Arbeitgeber als Organ der Nachfrage und Angebot von Arbeit, das sich ab 1878 Der Patentanwalt. Archiv für Marken- und Musterschutz und Patentwesen und neue Erfindungen nannte. Er veröffentlichte zahlreiche Schriften zum Patentwesen und arbeitete als Patentanwalt in seiner eigenen Kanzlei, die später sein Sohn Richard Wirth übernahm. 1861 nahm er am ersten deutschen Schützenfest in Gotha teil. Ab 1894 gab er im Eigenverlag das Blatt für Patent-, Muster- und Zeichenwesen heraus. Er war Mitglied der ersten Patent-Enquete, mit der er sich für die Schaffung eines Patentschutzes einsetzte. Auch als Vertreter des Vereins Deutscher Ingenieure (VDI), dessen Frankfurter Bezirksverein er mitgründete, setzte er sich bei der deutschen Sektion des Kongresses für internationalen Schutz des gewerblich-geistigen Eigentums ein.
Von 1886 bis 1892 war er Mitglied der Frankfurter Stadtverordnetenversammlung und demokratischer Stadtrat der Fraktion der süddeutschen Volkspartei.
Er war Mitglied der internationalen Kommission des Internationalen Friedensbüros und setzte sich für den Friedensgedanken ein; so war er unter anderem neben Hodgson Pratt 1886 Mitgründer und erster Vorsitzender des Frankfurter Friedensvereins sowie nachfolgend an ca. 40 Gründungen weiterer Ortsgruppen der Deutschen Friedensgesellschaft beteiligt.
Franz Ulpian Wirth war verheiratet mit Eleonore Auguste Wirth geborene Barth, sie hatten vier Kinder, die Söhne Richard Wirth (1865–1947) und Wilhelm Albrecht Wirth (1866–1936), sowie die Töchter Franziska Hedwig Wirth (* 1864) und Ottilie Sophie Wirth (* 1868).

## Veröffentlichungen
- Die deutschen Volksbanken. Flugschrift Frankfurt am Main 1861.
- Die Patentreform. 1875
- Schutz der Erfindungen, mit besonderer Beziehung auf die Schweiz. Zürich 1877
- Die Reform der Patent-Gesetzgebung in der Neuzeit. Frankfurt am Main 1883.